# Озрен (Босния и Герцеговина)
Озрен (серб. Озрен / Ozren) — невысокий горный массив в северной части Боснии и Герцеговины, протянувшийся на расстояние около 40 км между городами Добой и Завидовичи, между долиной реки Босна на западе и долиной реки Спреча на севере. На юге тянется вдоль реки Кривая, тогда как восточные склоны спускаются к озеру Модрачко. Таким образом, частично гора находится в Федерации Боснии и Герцеговины, частично в Республике Сербской. В административном плане относится к боснийской общине Маглай и сербской общине Петрово.

## Этимология
Согласно легенде, название горе было дано боснийской королевой Катариной Косача Котроманич, которая, поднявшись на вершину, была очарована красотой пейзажа и произнесла «Мили Боже, лијепа обазарја» (примерный перевод: «Боже мой, какой прекрасный вид»). Слово «обазарја», имеющее на самом деле несколько разных значений, впоследствии трансформировалось в Озрен.

## Характеристики
Три наивысшие точки горного массива расположены на территории муниципалитета Петрово, это пик Большая Остравица (918 м), пик Кралица (883 м) и пик Малая Остравица (853 м). Помимо разнообразной флоры Озрен богат природными ресурсами, здесь есть источники чистой питьевой воды, обладающие целительными свойствами геотермальные источники, рудные и минеральные ресурсы.

## История
Из-за географических особенностей гора Озрен часто становилась пунктом обороны во время военных конфликтов. Так, в ходе Второй мировой войны в 1942 году немецко-хорватские войска проводили здесь карательную операцию против укрепившихся югославских партизан — большей части партизан в итоге удалось скрыться в здешних лесах. Во время Боснийской войны Озрен стал оплотом обороны сербов против наступавших мусульман. Ныне на пике Кралица установлен памятник погибшим воинам Вооружённых сил Республики Сербской, которые в сентябре 1995 года стали жертвами бомбардировок НАТО.

## Озренский монастырь
На горе расположен монастырь Сербской православной церкви, посвящённый Николаю Чудотворцу, также известный как Озренский монастырь.

## Озренский марафон
Муниципалитет Петрово при поддержке Радио и телевидения Республики Сербской ежегодно организует традиционный марафонский забег по хребту Озрен.